# كارلوس فيرو
كارلوس فيرو (بالإسبانية: Carlos Ferro)‏ هو مخرج وممثل مكسيكي، ولد في 5 يوليو 1984 في توريون في المكسيك.

## وصلات خارجية
- كارلوس فيرو على موقع IMDb (الإنجليزية)
- كارلوس فيرو على موقع أول موفي (الإنجليزية)